# Thamnolaea coronata
El roquero de corona blanca (Thamnolaea coronata) es una especie de ave paseriforme de la familia Muscicapidae propia de los montes de África occidental y el norte de África central.

## Descripción
El roquero de corona blanca mide alrededor de 20 cm de largo. La especie presenta dimorfismo sexual en la coloración del plumaje. Los machos tienen la mayor parte del plumaje negro, con el vientre y la zona subcaudal de color canela anaranjado. De las tres subespecies existentes, solo los machos de la subespecie nominal presentan la mancha blanca en la parte superior de la cabeza que da nombre a la especie. Esta mancha blanca varía individualmente en su extensión, puede ocupar todo el píleo y la frente o solo abarcar unas pocas plumas del pileo. Además pueden presentar sendas manchas blancas a la altura de los hombros, también de extensión variable. Es mayor en la subespecie T.c. cavernicola, y menor en T.c. bambarae, y no aparece en la subespecie nominal. Pueden presentar una lista clara separando el pecho negro del resto de partes inferiores; presente en la subespecie T.c. cavernicola, que es más ancha en T.c. coronata, y está ausente en T.c. bambarae. Además T.c. cavernicola presenta el obispillo de color canela anaranjado. Las hembras por su parte tienen las partes superiores y toda la cabeza de color gris, y las partes inferiores de color canela anaranjado. Carecen de manchas blancas en los hombros o lista clara de separación en el pecho. La hembra de T.c. coronata tiene la cabeza más clara y el color canela anaranjado de sus partes inferiores abarca también el pecho. 

### Canto
Emite un canto rico, melodioso y prolongado, con muchas frases intercaladas que imitan las voces de otras especies de aves. A menudo las parejas cantan a dúo.

## Taxonomía
Fue descrito científicamente en 1902 por el ornitólogo alemán Anton Reichenow, con el nombre binomial de Thamnolaea coronata. Posteriormente fue considerada subespecie del roquero imitador (Thamnolaea cinnamomeiventris) dada su similitud, en especial con las poblaciones que no tienen la corona blanca. Pero los estudios filogenéticos indicaron que tenían que separarse de nuevo.
Actualmente se reconocen tres subespecies:
- T. c. bambarae Bates, 1928 - se encuentra en el sur de Mauritania, el este de Senegal y el suroeste de Mali;
- T. c. cavernicola Bates, 1933 - se localiza en el centro de Mali en la región de Mopti;
- T. c. coronata Reichenow, 1902 - se extiende diseminadamente desde el norte de Costa de Marfil y el este de Burkina Faso hasta Sudán del Sur.

## Distribución y hábitat
Se encuentra en los montes y zonas rocosas de una amplia franja al sur del Sáhara, que se extiende de oeste a este desde el sur de Mauritania y el este de Senegal, hasta Sudán y Sudán del Sur. Vive en los montes rocosos, cerros aislados, acantilados y escarpaduras de la sabana.

## Comportamiento
Es un pájaro principalmente insectívoro, que caza sus presas en el suelo entre las rocas. Suele encontrarse en parejas. Con frecuencia se le observa alzando la cola lentamente, desplegándola mientras la mantiene por encima de la espalda.